# Волков, Юрий Павлович
Во́лков, Ю́рий Па́влович (12 сентября 1923 — 26 ноября 2013) — советский хозяйственный руководитель, директор Мариупольского металлургического завода имени Ильича в 1969—1973 годах, металлург.

## Вехи биографии
Родился в Джамбуле в семье служащих. 
В 1941—1944 годах работал на Магнитогорском металлургическом комбинате пирометристом и дежурным техником топливного цеха. 
С 1944 года — студент Магнитогорского горно-металлургического института, где в 1949 году получает диплом инженера-доменщика. С 1949 по 1969 год Юрий Павлович работает на Магнитогорском металлургическом комбинате — горновым, помощником мастера, помощником начальника смены, мастером доменного цеха и последние 5 лет — начальником доменного цеха.
С февраля 1969 года работал на Мариупольском металлургическом заводе имени Ильича — главным инженером, заместителем директора, а с декабря 1969 года — директором завода. 
В 1973 году переведён на должность главного доменщика Минчермета СССР. Автор ряда изобретений.

## Признание
Заслуженный металлург РСФСР (1983), Лауреат Государственной премии СССР (1981). Награждён орденами Ленина (1966), Трудового Красного Знамени (1971), медалями.